# Госпитальная слобода (исторический район, Санкт-Петербург)
Госпитальная слобода — исторический район Санкт-Петербурга. Находилась на Выборгской стороне к западу от Компанейской слободы. Современные границы — от улицы Академика Лебедева до Сахарного переулка. Название получила как место расположения Генеральных сухопутного и адмиралтейского госпиталей. Кроме того, в слободе жили врачи и разнорабочие этих медицинских учреждений. Дата основания — 1717 год.

## История
Госпитальная слобода возникла с основанием в 1717 году Генерального сухопутного госпиталя. Позже, в 1719, был основан Генеральный адмиралтейский госпиталь. При них находились медико-хирургические школы для обучения специалистов и ассистентов. Впоследствии на базе этих учреждений возникла Медико-хирургическая (нынешняя Военно-медицинская) академия.
Память о Госпитальной слободе сохранялась до 1858 года, когда 1-я, 2-я и 3-я Госпитальные улицы были переименованы в Саратовскую, Астраханскую и Оренбургскую улицы соответственно. Примечательно, что сама Астраханская улица до 1796 года носила название 2-я слобода Сухопутной госпитали.